# Комаровское сельское поселение (Кировская область)
Комаровское сельское поселение  — упразднённое муниципальное образование в составе Унинского района Кировской области России.
Центр — деревня Комарово.

## История
Комаровское сельское поселение образовано 1 января 2006 года согласно Закону Кировской области от 07.12.2004 № 284-ЗО.
К 2021 году упраздняется в связи с преобразованием муниципального района в муниципальный округ.

## Население
| 2010 | 2012 | 2013 | 2014 | 2015 | 2016 | 2017 |
| ---- | ---- | ---- | ---- | ---- | ---- | ---- |
| 320  | ↘311 | →311 | ↘301 | ↘298 | ↘290 | ↘275 |
| 2018 | 2019 | 2020 | 2021 |      |      |      |
| ↗277 | ↘253 | ↘238 | ↘168 |      |      |      |

## Состав
| № | Населённый пункт | Тип населённого пункта          | Население |
| - | ---------------- | ------------------------------- | --------- |
| 1 | Комарово         | деревня, административный центр | 175       |
| 2 | Чуваши           | деревня                         | 145       |